# Manuel Bezerra
Manuel Bezerra de Albuquerque Júnior, mais conhecido como Manuel Bezerra (Canindé, 23 de agosto de 1843 — Fortaleza, 12 de abril de 1892), foi um professor, militar e político brasileiro.
Atuou como militar na Guerra do Paraguai, retornando como Capitão e recebendo várias condecorações.  Reformou-se em 1883 no posto de major, passando a trabalhar na Prefeitura de Fortaleza como ajudante de engenheiro da Câmara Municipal.
Participou ativamente da Proclamação da República no Ceará, depondo o Governo do Ceará e aclamando o republicano Luiz Antonio Ferraz, de cujo governo participou como encarregado dos negócios da guerra. Foi senador pelo Ceará de 1890 a 1892, atuando como constituinte na produção da Constituição de 1891. Também foi Professor na Escola Militar.
No Senado Federal, ocupou o cargo de Segundo-Secretário da Mesa do Senado em 1891. Comandou as forças federais que bombardearam o palácio do governo do Ceará na deposição de Clarindo de Queirós (1891-1892), partidário de Deodoro.
Faleceu no exercício de mandato de Senador da República.